# Nargaroth
Nargaroth ist eine deutsche Metal-Band. Einziges Mitglied ist René Wagner, der ursprünglich unter dem Pseudonym „Kanwulf“ auftrat und sich inzwischen nach der Hauptfigur aus dem Horrorfilm Tanz der Teufel „Ash“ nennt. Kanwulf schreibt Musik und Texte größtenteils selbst, wird jedoch von Gastmusikern unterstützt. Dazu gehören beispielsweise Akhenaten (Ex-Judas Iscariot, Ex-Weltmacht), Occulta Mors (Ex-Moonblood, Nachtfalke) sowie L’hiver (Winterblut, Ex-Seeds of Hate).

## Bandname
Kanwulf selbst gibt an, der Bandname setze sich aus den Endsilben des Namens der Band Gorgoroth und der Anfangssilbe Narg, die angeblich Naturverbundenheit ausdrücken soll, zusammen. Es wird jedoch öfters behauptet und vermutet, der Name stamme aus dem Fantasy-Tabletop Warhammer. Dort existiert unter sehr ähnlich klingendem Namen Naggaroth ein düsterer, eisiger Kontinent, der von Dunkelelfen bewohnt wird. Kanwulf selbst allerdings weist diese Vermutungen vehement von sich und bezeichnet Tabletop-Spiele als sinnlosen Zeitvertreib. Ebenfalls erinnert der Name an Nargothrond aus J. R. R. Tolkiens Werk, das im Black Metal weite Verbreitung erfuhr.

## Bandgeschichte
Nargaroth entstand nach Kanwulfs früheren Angaben im Jahr 1989, zuvor habe er in keinen anderen Bands gespielt. Dieses Gründungsjahr ist allerdings aufgrund Kanwulfs widersprüchlicher Aussagen sehr umstritten. Dessen Aussagen zufolge sei bereits 1991 das Orke-Demo entstanden, welches reine Instrumentalmusik enthielt. Auf diesem Demo benutzte Kanwulf erstmals auch Gitarre und Schlagzeug. Zu diesem Demo gibt es allerdings ebenfalls sehr widersprüchliche Aussagen Kanwulfs, und eine Veröffentlichung des Demos vor 1996 gilt als unwahrscheinlich, der tatsächliche Zeitpunkt der Veröffentlichung wird zumeist auf 1999 datiert. Tatsächlich gilt als gesichert, dass die eigentliche Bandgründung erst 1996 erfolgt sein kann. Frühestens in dieses Jahr fällt dann auch die Entstehung des Herbstleyd-Demos, die Kanwulf selbst auf 1993 datiert. In einem Interview behauptete Kanwulf zudem, dass er einen Besucher eines Nargaroth-Konzertes umgebracht und deswegen für kurze Zeit im Gefängnis gesessen habe. Allerdings gleicht das Pseudonym „Kanwulf“ dem Namen eines „unsterblichen“ Wikingerkriegers, der in der erstmals 1995 ausgestrahlten vierten Staffel der franko-kanadischen Fantasy-Fernsehserie Highlander auftauchte.
Kanwulf räumte mittlerweile auf seiner Homepage ein, dieses Pseudonym und den Namen Nargaroth erst 1996 angenommen zu haben, womit er angesichts des Erscheinens der Namen auf sowohl Orke als auch dem Herbstleyd-Demo indirekt zugibt, dass diese Veröffentlichungen Fälschungen darstellen und sämtliche früheren seiner Aussagen diesbezüglich Lügen sind. Er behauptet jedoch auch, sein Pseudonym nicht der Serie entnommen zu haben, sondern „einem französischen Buch mit altskandinavischen Namen“. Inzwischen gibt Kanwulf an, zusammen mit R. S. 1991/1992 eine Death-Metal-Band unter dem Namen Okkultis gegründet zu haben, welche laut Kanwulf aber „nie über die Qualität einer Teenager Proberaum Krachkapelle hinaus kam“. Zusammen mit einem weiteren Freund und dem später langjährigen Gitarristen Nargaroths, Charoon, sei die Band bis 1993 vervollständigt und in Exhuminenz umbenannt worden. Eigenen Angaben zufolge spielte die Band in dieser Besetzung das erste gemeinsame Demo namens Vomit the Soul ein. Nachdem die Band-Aktivität bereits nach Kanwulfs Militärdienst 1994 unterbrochen worden seien, habe der Suizid R.S. das definitive Aus für Exhuminenz bedeutet. Im Frühjahr 1996 habe er den späteren Nargaroth-Gitarristen Darken, damals noch am Bass, kennengelernt. Zusammen mit Charoon wurde mit der Arbeit am Debütalbum Herbstleyd begonnen. In dieser Zeit nahm Wagner eigenen Angaben zufolge den auf früheren Veröffentlichungen verwendeten Namen Kanwulf an. Der Band wurde der Name Nargaroth gegeben, welcher sich aus der Anfangssilbe Narg, welche laut Ash Naturverbundenheit ausdrücken soll, sowie der Endsilbe des Namens der Band Gorgoroth zusammensetzt.
Im Jahr 1998 veröffentlichte das Plattenlabel No Colours Records Nargaroths Debütalbum Herbstleyd. 2000 erschienen die EP Amarok, welche ältere Aufnahmen wie beispielsweise die Burzum-Coverversion Black Spell of Destruction enthielt, und das Demo Fuck Off Nowadays Black Metal; bei diesem sollte beachtet werden, dass die angegebenen Limitierungen (Kassette 333 Stück, LP 100 Stück) wahrscheinlich nicht der Wahrheit entsprechen, sondern dass weitaus mehr Einheiten gepresst bzw. bespielt wurden.
2001 wurde das Album Black Metal ist Krieg – A Dedication Monument veröffentlicht, welches, so Wagner, als eine Art „Tribut“ an den Black Metal zu verstehen sei, und welches neben diversen Coverversionen bekannter Bands auch Lieder enthält, die sich mit Geschehnissen der Black-Metal-Geschichte beschäftigen, beispielsweise The Day Burzum Killed Mayhem, das sich auf den Mord an Øystein „Euronymous“ Aarseth durch Varg Vikernes bezieht, oder Erik, May You Rape the Angels, das eine Ehrbezeugung für den verstorbenen Musiker Erik „Grim“ Brødreskift darstellt. Der Musiker spielte unter anderem bei Immortal, Borknagar und Gorgoroth Schlagzeug und verübte am 4. Oktober 1999 Suizid.
Ein Jahr später, 2002, wurde dann der zweite Teil der Rasluka-Aufnahmen veröffentlicht. Diese Mini-CD ist, genau wie der erste Teil, einem angeblich 1995 verstorbenen Freund Kanwulfs gewidmet. Ursprünglich kündigte Kanwulf Rasluka als Trilogie an, deren zweiter Teil als Split-CD mit Moonblood erscheinen und dessen letzter Teil das Ende Nargaroths sein solle.
Ein Jahr später erschien mit Geliebte des Regens wieder ein vollständiges Album, dann wurde 2004 das Album Prosatanica Shooting Angels veröffentlicht, welches sowohl musikalisch als auch textlich als stilistischer Wandel Nargaroths angesehen wurde. Kanwulf jedoch behauptet, es handle sich hierbei um Aufnahmen, welche ursprünglich als Nebenprojekt namens Prosatanica gedacht seien, die unter dem Veröffentlichungstitel Shooting Angels hätten erscheinen sollen. Er sehe sein Schaffen jedoch gemäß seiner des Öfteren skandierten Parole Kanwulf is Nargaroth; Nargaroth is Kanwulf. No compromise! „untrennbar mit Nargaroth verbunden“ und habe sich somit entschieden, diese unter dem Projektnamen Nargaroth zu veröffentlichen.
2007 erschien das Album Semper Fidelis, zu dem auch eine auf 99 Stück limitierte Box herauskam. Der Box lagen u. a. private Gegenstände bei.
2009 erschien das Album Jahreszeiten. 2011 folgte Spectral Visions of Mental Warfare, welches wenig Metal-Einflüsse aufweist, sondern überwiegend Ambient-Stücke im Stile von Burzums Filosofem oder für Nargaroth ungewöhnliche, an Techno oder Electro erinnernde Titel enthält.

## Musikstil und Verhältnis zur Black-Metal-Szene
Kanwulfs Musik orientierte sich zunächst am Stil europäischer Black-Metal-Bands. Die Musik ist sehr einfach aufgebaut, so besteht das Lied Black Metal ist Krieg lediglich aus zwei verschiedenen Gitarrenriffs. Das Tempo variiert zwischen schnellen Liedern mit Blastbeats und langsamen, epischen Werken von bis über zwanzig Minuten Länge, auf späteren Alben wurde die Musik langsamer und weniger abwechslungsreich. Die meisten Aufnahmen sind genretypisch in rauer Proberaum-Qualität und der Gesang weitgehend unverständlich. Kanwulf selbst bezeichnet seine Musik als German Hateful and Misanthropic Metal und nicht als Black Metal; dies in erster Linie aus dem Grund, dass Black Metal im klassischen Sinne satanistisch geprägt ist, was bei Nargaroth nicht der Fall ist. Laut Kanwulf sind Orke und Herbstleyd Konzeptalben. Die Rasluka-EPs stellen laut Kanwulf „den Versuch der Verarbeitung eines [sic!] der schwersten Erfahrungen in meinem Leben dar. Unter anderem dem Ableben des einzigen Menschen, den ich bis zum heutigen Zeitpunkt als Freund benannt habe.“
Vor allem das Debüt Herbstleyd wurde positiv aufgenommen; gelobt wurde die unter anderem durch Naturklänge erzeugte „faszinierende und einnehmende Atmosphäre“ des Albums. Die folgenden Alben wurden teilweise heftig kritisiert. So ist zu bemerken, dass auf dem Album Black Metal ist Krieg „verdammt wenig eigene Ideen mit dem professionellen Nachspielen von traditionellen Hörmustern […] aufgepeppt wurden“ und Wagner in den selbstgeschriebenen Liedern Stil und Riffs von etablierten Bands wie Immortal, Darkthrone und Strid ohne weitere Erwähnung übernimmt.
Auf Jahreszeiten machte Kanwulf einen radikalen Stilwechsel. Die Musik ist atmosphärischer, technischer und insbesondere in Herbst mit Keyboards und Natursamples unterlegt. Ebenso finden sich Soli und teilweise klarer Gesang. Nach dem gesprochenen Intro beginnt Frühling mit einer an ein Kinderlied erinnernden bessarabischen Folkmelodie. Ash meinte dazu:

„Wie zu erwarten sorgte die Eingangsmelodie des ‚Frühling‘ für die stärksten Kontroversen, denn sie ist ein Anti-Statement gegen all die Neo-BM-Kids, die vom alten Wesen des Black Metals keine Ahnung haben und ihn mit ihren adoleszenten Kurzzeitideologien terrorisieren!“

Wagner fiel auch durch verbale Angriffe gegen einzelne Bands und Musiker auf, insbesondere Mystic Circle, Impending Doom und Agathodaimon, ebenso einige seiner Fans. Wagner warf den Bands und Musikern vor, sie stünden „dem Geiste der Musik nicht nahe“.
Wolf-Rüdiger Mühlmann vom Rock Hard bezeichnete Herbstleyd um 1998 als „den idealen Soundtrack für einen Epos über unsere heidnischen Vorfahren“ und als „beste deutsche Scheibe der vergangenen zwei Jahre aus diesem Bereich“ neben Nagelfars Debütalbum Hünengrab im Herbst. 2009 schrieb er, eine „weitere Fußnote der deutschen Szene“ sei „das Einmannprojekt Nargaroth“, das mit seinem Debütalbum Herbstleyd „eine der stärksten heimischen Veröffentlichungen bot, dessen Protagonist Rene ‚Kanwulf‘ Wagner sich jedoch in einem Netz aus Widersprüchen, politischer Geisterfahrerei und sinnlosem Aktionismus verhedderte“. In der Szene selbst werden Kanwulfs Äußerungen zum Black Metal unterschiedlich betrachtet. Einige tun sie als „Spinnerei“ ab und sehen im Black Metal hauptsächlich eine Musikform, andere fühlen sich jedoch besonders durch Kanwulfs Ansichten von Nargaroth angesprochen. Sie sehen die Essenz des Black Metal ebenso in der Emotion und haben ein ähnliches Verständnis gegenüber dem Black Metal. Ein weiterer Teil der Szene zweifelt an der Glaubwürdigkeit Kanwulfs und begegnet Nargaroth mit starker Abneigung. Auch für seinen Auftritt in der Talkshow von Sonja Zietlow erntet Kanwulf oftmals Spott, und auch sein Ausspruch „Black Metal ist Krieg“ ist ein häufiges Ziel szeneinterner und -externer Parodien.

## Rechtsextremismus-Vorwürfe
Nargaroth wird von einigen Kritikern zum National Socialist Black Metal (NSBM) gezählt. Wenngleich eindeutig antisemitische, rassistische oder neonazistische Liedtexte nicht auszumachen sind, so fiel Kanwulf doch durch Aussagen wie die folgenden (zu finden im Beiheft der Erstpressung der Herbstleyd-CD, Orthografie im Original belassen) auf:

„Zur höheren Ehre des deutchen  Soldaten der Wehrmacht 1933 – 1945. Die Negierung ihrer Leistungen sowie das Augenverschließen vor ihrer Opferbereitschaft, gerade im letzten Kriegsjahr, ist die Schande unserer Nation!“

“German hateful and misanthropic Black Metal, made from White man for White man.”

“Absurd, good to know yeah out of jail !!!.”

Zu diesen Vorwürfen nahm Kanwulf in einem Interview mit dem Magacinum ab ovo Stellung. Er gab an, dass es ihm im konkreten Fall um die Kriegsgräberfürsorge ginge und er Nationalsozialismus allgemein als geistige Einschränkung empfände. Kanwulf unterstützt nach eigenen Angaben die Kriegsgräberfürsorge sowie die MIA – eine Organisation, die Vermisste des Vietnamkrieges ausfindig macht. Allerdings wird diese Distanzierung vom Nationalsozialismus von einigen Kritikern als zu halbherzig empfunden. Von der Äußerung „made from White man for White man“ distanzierte er sich nicht, sondern entgegnete, diese Version des Beihefts sei „nicht für die Öffentlichkeit gedacht“ gewesen und hätte nur bestimmten Personen, die es verstanden hätten, gegeben werden sollen. In den Neuauflagen des Albums wurde der Satz allerdings durch die Worte „a celtae hominis pro celtae homninis“ [sic!] ersetzt. Sowohl gegenüber dem Magacinum ab ovo als auch in einem Interview mit dem Pest Webzine 2014 gab Ash an, er habe damals aufgrund eigener Erfahrungen tatsächlich geglaubt, kulturelle Themen in extremer Musik könnten nur von Menschen derselben Kultur verstanden werden. Er habe dies jedoch so provokativ ausgedrückt, dass seine Aussage falsch verstanden werden musste. Aufgrund der Missverständnisse habe er die kritischen Stellen entfernt und den Verkauf der Erstauflage gestoppt, sodass ungefähr 200 CDs mit dem ursprünglichen Beiheft verkauft und die übrigen vernichtet worden seien. Nargaroth sei niemals eine NSBM-Band gewesen. Im gleichen Kontext beschwerte er sich darüber, dass seiner Band, im Gegensatz zu anderen mit kontroverser Vergangenheit wie Darkthrone, Deströyer 666, Inquisition und Drudkh, in dieser Hinsicht keine Chance auf einen Neuanfang gegeben werde, und behauptete, die Klassifikation als NSBM sei möglicherweise oftmals ein Instrument zur Kontrolle und Repression von Elementen, die sich dem Mainstream entziehen.
Den Gruß an Absurd begründete er mit dem Wunsch, „bei meiner Hochzeit einen Mörder als Trauzeugen zu haben, das wollte ich unbedingt, ich wollte keinen Durchschnitt, und nicht zuletzt auch aufgrund meiner guten Beziehung zu ihm“ (gemeint ist Hendrik Möbus).
Von Kritikern vermutete „Sieg Heil“-Rufe konnten bislang nicht eindeutig ausgemacht werden, jedoch kam es während der Aufnahme eines Konzerts in Erlangen, die auf der Doppel-LP-Version des Herbstleyd-Albums zu finden ist, zu empörten Zwischenrufen aus dem Publikum.
Ebenso zweideutig erscheint die Tatsache, dass sich im Booklet zu Black Metal ist Krieg bei dem Lied Amarok – Zorn des Lammes III Bilder von Kanwulfs Großonkeln sowie seines Urgroßvaters finden, die laut eigenen Angaben alle in Kriegen gefallen sind. Daneben ist ein kritischer Text von Kanwulf über das heutige deutsche Nationalbewusstsein zu finden. Des Weiteren wird im selben Beiheft Moonblood als die „einzige Black-Metal-Band Deutschlands, die neben Absurd es auch wert ist, erwähnt zu werden“ bezeichnet, was das vorherige Abstreiten seiner Zuneigung zu Absurd wieder relativiert.
Des Weiteren spielte Kanwulf in den späten 1990er Jahren für ein Konzert und einige wenige Proben bei der NSBM-Band Totenburg aus Thüringen.
Außerdem weisen Mitmusiker Kanwulfs sowie deren Projekte ebenfalls eine Nähe zum Rechtsextremismus auf: Akhenaten beispielsweise beteiligte sich mit seiner Band Weltmacht an der Kompilation The Night and the Fog. A Tribute to the National Socialist Black Metal Underground, und Occulta Mors, der ebenso wie Kanwulf bei Totenburg aushalf, wurde aus der Band Lyssa entlassen, weil er bei ihren Auftritten den Arm zum Hitlergruß hob. Außerdem äußerte er in einem Interview:

„Wir Deutschen sind die Herrenrasse! Wir müssen alles dafür tun, dass der Pöbel nicht die Oberhand gewinnt, denn irgendwie habe ich das Gefühl, dass der Deutsche Mensch ausstirbt, und alles in einer riesigen Multikulti-Kloake versinkt. Muss das etwa sein?“

## Diskografie

### Demos
Als stark zweifelhaft gelten die von Kanwulf angegebenen Erscheinungsdaten der ersten beiden Demoaufnahmen.
- 1996: Orke
- 1998: Herbstleyd

### Alben
- 1998: Herbstleyd
- 2001: Black Metal ist Krieg – A Dedication Monument
- 2003: Geliebte des Regens
- 2004: Prosatanica Shooting Angels
- 2007: Semper Fidelis
- 2009: Jahreszeiten
- 2011: Spectral Visions of Mental Warfare
- 2017: Era of Threnody

### EPs
- 2000: Amarok
- 2002: Rasluka Pt. II
- 2004: Rasluka Pt. I

### DVD
- 2008: Dead~Ication

### Samplerbeiträge
- 1998: Herbstleyd (Different Version) auf No Colours Records Compilation (Pt. II)
- 1999: Herbstleyd (Edit) auf Ablaze #28 Juli / August 1999
- 2001: The Day Burzum Killed Mayhem (Edit) auf Ablaze #28 März / April 2001

### Sonstiges
- 2000: Fuck Off Nowadays Black Metal (MC/LP)
- 2001: Black Metal Endsieg II (Split mit Decayed, Apolokia und Godless North)
- 2004: Crushing Some Belgian Scum (Live)